# Новый Коврай
Новый Коврай (укр. Новий Коврай, до 2024 года — Першотравневое) — село в Золотоношском районе Черкасской области Украины.
Население по переписи 2001 года составляло 445 человек. Почтовый индекс — 19953. Телефонный код — 4739.

## Местный совет
19953, Черкасская обл., Золотоношский р-н, с. Першотравневое, ул. Ленина, 36

## История
- В 1862 году во владельческой деревне Троицкое (Новоселица, Новый Каврай) были 1 завод и 67 дворов, где проживали 494 человека (226 мужского и 268 женского пола)[2].
- На карте 1869 года село называется Новый Коврай (Троицкая)[3].
- С 1895 года в селе действовала Александро-Невская церковь.[4]

## Происхождение названия
Происходит от слов: укр. перше — первое, укр. травень — май; укр. Першотравневое — Первомайское.
Село названо в честь праздника весны и труда Первомая, отмечаемого в различных странах 1 мая; в СССР он назывался Международным днём солидарности трудящихся.
На территории Украиской ССР имелись 50 населённых населённых пунктов с названием Першотравневое и 27 — с названием Первомайское.

## Троицкое. Клировая книжка Полтавской епархии на 1902 год.[5]
Села Троицкаго Александро-Невская церковь, деревянная в одной связи с колокольнею, построена въ 1885 г.; церковная сторожка; в приходе школа грамоты и два земских училища; два дома для квартир причта; земли ружной 20 3/4 дес., в том чисе 3/4 дес. усадебной; жалованья в год священнику 300 руб., псаломщику 100 руб.; церковь от Консистории в 200 верстах.
Прихожан 571 д. м. п. и 561 д. ж. п.
В приходе хутор Журбиный-Каврай.
Священник Константин Александров Михновский — в сане священника 1895 г., набедренник 1900 г.
Псаломщик Григорий Василиев Ильчинский — в должности 1895 г.
Церковный староста крестьянин Иоанн Симеонов Бытько.